# Martín Fierro
Pour l’article homonyme, voir Martin Fierro (revue).

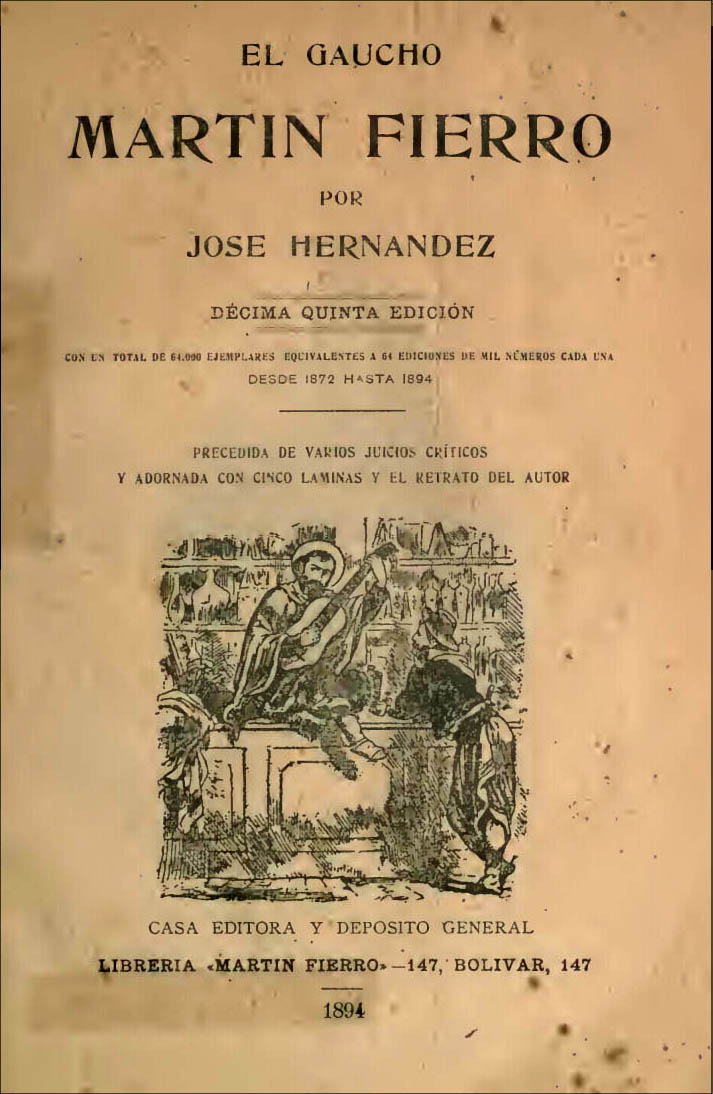
Martín Fierro, 1894.

Martín Fierro (titre original : El Gaucho Martín Fierro) est un poème épique composé en 1872 par l'écrivain et journaliste argentin José Hernández. Considéré comme l'un des ouvrages majeurs de la littérature argentine, ce texte connaîtra une suite : La Vuelta de Martín Fierro (1879). L'ouvrage a été commenté par de nombreux intellectuels dont Leopoldo Lugones, Leopoldo Marechal, Jorge Luis Borges. 

Traduit en plus de 70 langues, le poème évoque l'Argentine rurale et décrit la vie du gaucho. 

## Argument
Martín Fierro est un gaucho qui vit avec sa femme et ses deux enfants. Il travaille dans la pampa argentine jusqu'au jour où il est recruté pour combattre les indigènes. Après trois ans de service, Fierro quitte l'armée. Revenant chez lui, il découvre que sa famille est partie. Le déserteur devient alors hors-la-loi, combattant les injustices sociales de son pays. 

## Structure poétique
Le poème a une structure régulière en vers de huit syllabes avec rime consonne. Cependant, la structure des strophes varie tout au long du poème, 
puisqu'il comprend cuartetas et redondillas, deux formes régulières de poésie en espagnol, bien que la forme principale des strophes soit la sextina, une innovation de l'auteur. La sextina ou strophe hernandiana (ou hernandina) est une composition poétique de six vers octosyllabiques avec le schéma suivant : abbccb. Généralement, la rime est consonne. Comme on peut le voir, le premier couplet reste libre tandis que le sixième reprend la rime du premier couplet.

## Éditions
En 1879, Carlos Clérice illustre la première édition de La Vuelta de Martín Fierro, publiée par la Libreria del Plata à Buenos Aires.
En 1962, la maison d'édition Eudeba publie une édition spéciale illustrée par Juan Carlos Castagnino.

## Adaptations
En 1968, le poème fut adapté par Leopoldo Torre Nilsson. Le comédien Alfredo Alcón joua le rôle de Martín Fierro.
En 2017, Gabriela Cabezón Cámara, autrice argentine, publie le roman queer Las aventuras de China Iron (Les Aventures de China Iron, en version française). Elle y adapte, librement, l'histoire de Martín Fierro en imaginant ce qu'est devenue sa femme après son départ. 
- Les Aventures de China Iron, traduit par Guillaume Contré, Éditions de L’Ogre, 236 p., 2021   (ISBN 9782377560936) ; réédition, Paris, 10/18, coll. « Littérature étrangère », 2022

## Postérité
Un prix littéraire portant son nom est octroyé annuellement par la Sociedad Argentina de Escritores.